# زينيت (مجلة)
زينيت، مجلة ألمانية مستقلة مختصة بالعالم العربي والإسلامي.
المجلة تصدر باللغة الألمانية كل شهرين، وتتناول مواضيع السياسة والاقتصاد والثقافة والمجتمع في الشرق الأوسط، وشمال أفريقيا، ووسط آسيا، كما في العالم الإسلامي بشكل عام. زينيت مجلة مستقلة مالياً، وفي محتواها، وتصدر عن دار نشر دويتشه ليفانته في برلين. تقف وراء مجلة زينيت مؤسسة «زينيت فوروم إي.في» (Forum Zenith e.V)، والتي مقرّها مدينة هامبورغ، وتهدف إلى «الترقي في جودة الصحافة». الناشرون هم موريتز بِرنت (Moritz Behrendt)، وياسمين ارغن (Yasemin Ergin)، ودانيال غيرلاخ (Yasemin Ergin)، وكريستيان ميّير (Christian Meier)، وفيت راسهوفر (Veit Rashofer)، ويورغ شافِر (Jorg Schaffer).

## تاريخ
مجلة زينيت تأسست من قبل 6 طلاب في تخصص الدراسات الإسلامية في جامعة هامبورغ صيف عام 1999، وبدأت كمشروع غير ربحي. في هذه الأثناء. أقامت زينيت شبكة واسعة من الصحافيين والكتاّب الخبراء بمساهمات دورية من مدن هامبورغ وبرلين، وبيروت وباريس، ولندن والقاهرة، ودبي وجاكرتا، وتل أبيب.
منذ عام 2010، تنشر مجلة زينيت طبعتها الاقتصادية «زينيت بزنس ريبورت» (Zenith Business Report) باللغة الإنكليزية، التي تتناول بتحليل عميق التطورات الاقتصادية الراهنة في الشرق الأوسط، وشمال أفريقيا، ووسط آسيا. النسخة الإنكليزية من المجلة هي إصدار مستقل، ويُقرأ أساساً من قبل صنّاع القرار في الخليج وأوروبا وروسيا.
في أكتوبر 2012، أُعيد اطلاق المجلة الألمانية الرائدة بتصميم جديد، وتضم حالياً قسماً عن الاقتصاد.

## الرؤيا والإنشاء
في ربيع عام 2000، تم إنشاء مؤسسة «زينيت فوروم إي.في». المؤسسة كانت الناشر الرسمي لمجلة زينيت حتى عام 2008. حالياً، تركّز المؤسسة على مواضيع المجلة، كما على دعم احتراف الصحافيين الشباب والمصورين. المجلة ترى نفسها منبراً للشباب، والنقد، والصحافة البديلة في منطقة صورتها في العالم منمّطة بتغطيات مغرضة ومتخندقة أيديولوجياً.
اليوم، المساهمين السابقين والحاليين في زينيت يعملون كمراسلين أجانب لكبرى وسائل الاعلام الألمانية مثل شبيغل أونلاين (Spiegel Online)، وصحيفة فرانكفورت العامة (Frankfurter Allgemeine Zeitung)، والتلفزيون الألماني الثاني (ZDF)، ودويتشه لاند راديو (DeutschlandRadio)، وصحيفتا دي تسايت أو دي فيلت (Die Zeit or Die Welt).
زينيت تعتبر أكثر مجلة معروفة وموزعة ومعتمدة كمصدر في العالم الناطق بالألمانية، وهي تعد تقارير حصرية عن الاقتصاد والسياسة والمجتمع والثقافة في العالم الإسلامي، بما فيها إسرائيل. من شركائها الاعلاميين: شبيغل أونلاين (صحيفة شبيغل الإلكترونية)، وصحيفة دي فيلت (Die Welt)، ومجلة براند آينس (brand eins)، وترُكش ريفيو (Turkish Review)، واسطنبول بوست (Istanbul Post)، تدكس (تيد)، معهد غوته في برلين (Berlin Goethe Institute)، مؤسسة برتلسمان (مؤسسة بيرتلسمان)، ولجنة اليونسكو الألمانية (German يونسكو commission).